# Грицук, Иван Михайлович
Иван Михайлович Грицук (род. 25 октября 1932, д. Матвеевичи, Кобринского повета, Полесского воеводства, Польской Республики) — белорусский государственный деятель, бывший министр связи Белоруссии (1980-1994).

## Биография
Окончил Всесоюзный заочный электротехнический институт связи (1979). Заслуженный связист БССР (1976).
Трудовую деятельность начал в 1950 году после окончания Брестского ремесленного училища связи. Работал начальником районных узлов связи Гродненской области, председателем Гродненского областного производственно-технического управления связи.
С 1976 года — первый заместитель министра связи БССР.
С января 1980 по сентябрь 1994 года — Министр связи и информатики Республики Беларусь.